# Widłak (Nowa Wieś)
Widłak – przysiółek wsi Nowa Wieś w Polsce położony w województwie małopolskim, w powiecie oświęcimskim, w gminie Kęty.
W latach 1975–1998 przysiółek należał administracyjnie do województwa bielskiego.